# Ryś i spółka, czyli zwierzaki kontratakują
Ryś i spółka (hiszp. El lince perdido) – hiszpański film animowany z 2008 w reżyserii Raula Garcii. 23 grudnia 2014 został wyemitowany przez TVP z własnym dubbingiem.

## Fabuła
Ryś Ryszard to niezdarny i pechowy ryś iberyjski, mieszkający w Doñana National Park. Jest jednym z nielicznych rysiów, które przeżyły, większość wytępili kłusownicy. Tak często wpada w kłopoty, że dobrze zna ośrodek weterynaryjny, do którego często go zabierają strażnicy parku. Właśnie znajduje się tam z kilkoma przyjaciółmi: kozą Beatką, sokolikiem Olgą i kameleonem Leonem. Po jakimś czasie do ośrodka przyjeżdża młoda samica rysia Krystyna. Rysiek, początkowo nieufny, stara się nawiązać z nią znajomość. Rysie zaprzyjaźniają się, jednak w tym samym czasie park zostaje zaatakowany przez myśliwego Warczaka, wynajętego przez ekscentrycznego miliardera Noe. Ma dostarczyć zwierzęta pracodawcy. Noe nie jest jednak złym człowiekiem - chce przetransportować zwierzaki na odległą wyspę, gdzie będą bezpieczne. Co innego Warczak - jemu zależy tylko na przyjemności polowania i nie obchodzi go dobrostan zwierząt. Ludzie Warczaka porywają większość zwierząt, jednak ratują się Rysiek, Beatka, Olga i Leon. Ruszają im na ratunek, śledzeni przez Krecika, zmuszonego przez Noe do szpiegowania ich.

## Oryginalna obsada
- Julio Núñez – Noé
- David Robles – Félix
- Esperanza Pedreño – Patty
- Cecilia Santiago – Beea
- Abraham Aguilar – Gus
- César Sarachu – Diógenes
- Stephen Hughes – Newmann
- Conchi López Rojo – Astarté
- Beatriz Berciano – Lincesa
- Carlos del Pino – Rupert
- David García – Soldado gordo
- Javier García Sáenz – Soldado

## Wersja polska

### Wersja Kinowa
Wersja polska: PRL Studio

Reżyseria: Jarosław Boberek

W wersji polskiej wystąpili:
- Marcin Hycnar – Ryś Ryszard
- Julia Kamińska – Rysia Krysia
- Artur Dziurman – Warczak
- Mariusz Pudzianowski – Duży
- Jerzy Kryszak – Leon Kameleon
- Jarosław Kret – Krecik
- Brygida Turowska – Koza Beata
- Joanna Węgrzynowska-Cybińska – Olga
- Joanna Jeżewska – Rózia
- Beata Pawlikowska – Naukowiec
- Janusz Rafał Nowicki – Noe

i inni

### Wersja telewizyjna
Opracowanie: Telewizja Polska Agencja Filmowa

Reżyseria: Krystyna Kozanecka-Kołakowska

Tłumaczenie i dialogi: Ewa Prugar

Dźwięk i montaż: Jakub Milencki

Kierownictwo produkcji: Monika Wojtysiak
Wystąpili:
- Marcin Przybylski
- Leszek Abrahamowicz
- Jakub Szydłowski
- Izabela Dąbrowska
- Grzegorz Wons
- Jarosław Domin
- Krzysztof Szczerbiński
- Natalia Sikora
- Michał Napiątek
- Paweł Lipnicki
- Zygmunt Sierakowski
- Mateusz Lewandowski
- Filip Dominik

i inni
Lektor: Krzysztof Mielańczuk

## Nagrody
Nagrody Goya 2009
najlepszy film animowany – Manuel Sicilia i Raúl García